# (1317) Silvretta
(1317) Silvretta ist ein Asteroid des Hauptgürtels, der am 1. September 1935 vom deutschen Astronomen Karl Wilhelm Reinmuth in Heidelberg entdeckt wurde.
Der Name ist abgeleitet von der Gebirgsgruppe Silvretta in den Alpen.